# Anna Magdalena von Pfalz-Birkenfeld-Bischweiler

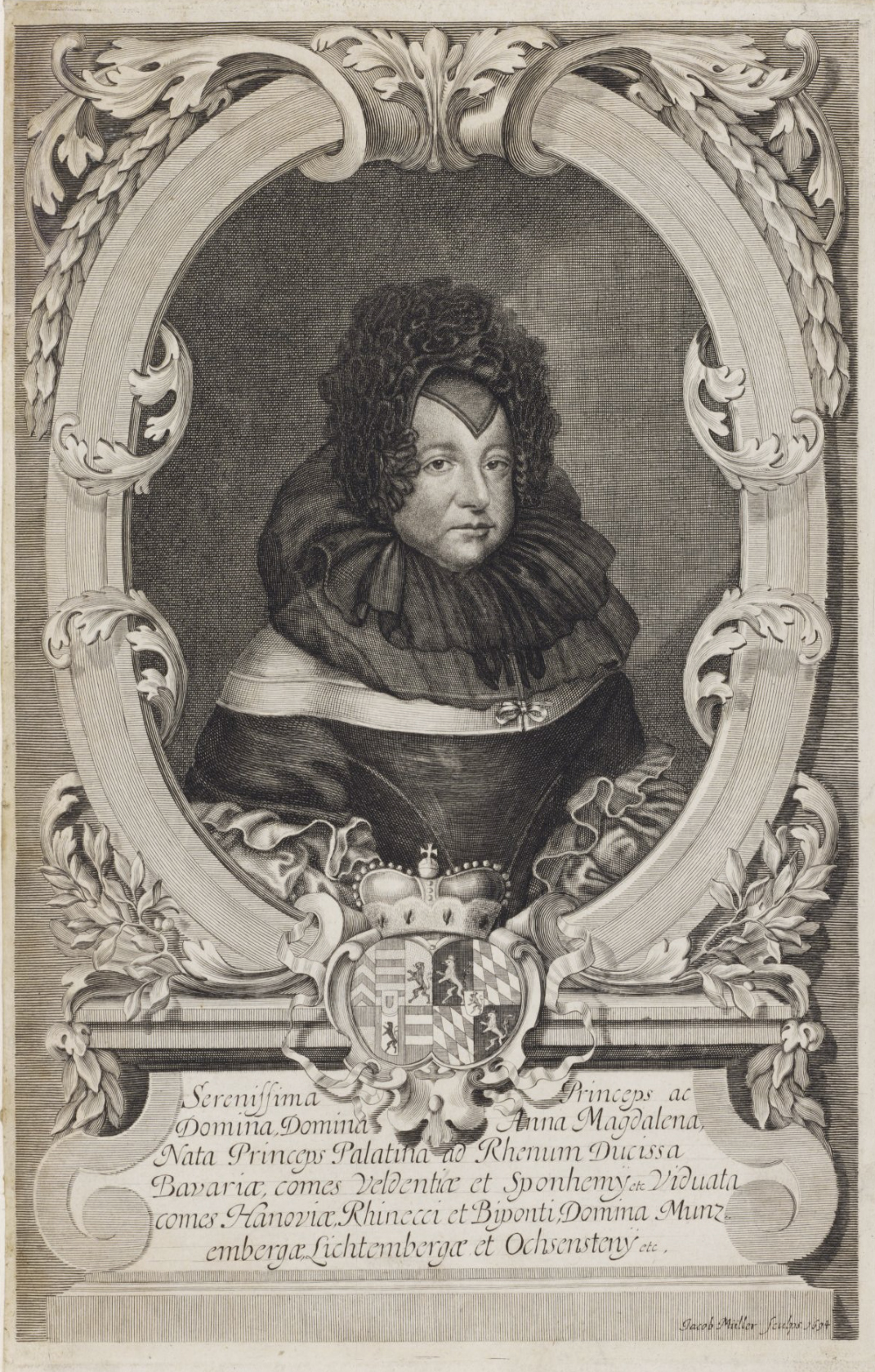
Anna Magdalena von Pfalz-Birkenfeld-Bischweiler

Pfalzgräfin Anna Magdalena von Birkenfeld-Bischweiler (* 14. Februar 1640 in Straßburg; † 12. Dezember 1693 in Babenhausen) war eine Tochter von Christian I. von Pfalz-Birkenfeld-Bischweiler (* 1598; † 1654) und seiner ersten Frau Magdalena Katharina von Pfalz-Zweibrücken (* 1607; † 1648).

## Leben
Sie heiratete am 18. Oktober 1659 Graf Johann Reinhard II. von Hanau-Lichtenberg (* 1628; † 1666), ein nachgeborenes Mitglied der gräflichen Familie, der nie zur Regierung gelangte. Aus dieser Ehe gingen fünf Kinder hervor:
- Johanna Magdalena (* 18. Dezember 1660 in Bischofsheim am Hohen Steg; † 21. August 1715), vermählt am 5. Dezember 1685 mit Graf Johann Karl August von Leiningen-Dachsburg-Heidesheim (* 17. März 1662; † 3. November 1698). Sie soll in der Marienkirche in Hanau beerdigt worden sein.[1]
- Luise Sophie (* 11. April 1662 in Bischofsheim am Hohen Steg; † 9. April 1751 in Ottweiler), vermählt am 27. September 1697 mit Graf Friedrich Ludwig von Nassau-Saarbrücken-Ottweiler (* 13. November 1651; † 25. Mai 1728)
- Franziska Albertina (* 1. Mai 1663 in Bischofsheim am Hohen Steg; † 1736 in Ottweiler), unvermählt
- Philipp Reinhard (* 1664; † 1712)
- Johann Reinhard III. (* 1665; † 1736)

Der Witwensitz von Anna Magdalena war das Schloss Babenhausen. Nach dem Tod ihres Mannes wurde ihr – gemeinsam mit ihrem Bruder, Christian II. von Pfalz-Zweibrücken-Birkenfeld – die Vormundschaft für ihre Kinder übertragen. Ihre Söhne waren präsumtive Erben der Hanauer Grafschaften, da der regierende Graf des Hauses Hanau, Graf Friedrich Casimir ihr Schwager und ohne eigene Kinder geblieben war. Als das finanzielle Gebaren des regierenden Grafen drohte, das Erbe zu gefährden leitete sie zusammen mit ihrem Bruder und mit Hilfe eines Mandats von Kaiser Leopold I. eine Zwangsverwaltung der Grafschaft Hanau ein, in der ihr erhebliche Mitspracherechte eingeräumt wurden.

## Tod
Anna Magdalena starb am 12. Dezember 1693 und wurde am 6. Februar 1694 in der Familiengruft der Lutherischen Kirche in Hanau beigesetzt. Zu diesem Anlass erschienen ein Kupferstich des Leichenzuges und verschiedene Leichenpredigten im Druck:
- anonym, Klüglich gewählet, seelig entseelet ..., gedruckt in Hanau bei Johann Adolph Aubry 1694[5]
- anonym, Kürzlich entworfene Personalia ...[6]
- Friedrich Christian Seifert von Edelsheim, Hanau 1694[7]
- Johann Daniel Guckelin, [Leichenpredigt][8]
- M. Langermann und Johannes Laurentius, Lob- und Ehrengedächtnis ..., gedruckt in Hanau bei Johann Adolph Aubry 1694[9]
- Adam Sellius, [Leichenpredigt][10]

Die Gruft der Johanneskirche wurde im Zweiten Weltkrieg bei Bombenangriffen vollständig zerstört. Der Prunksarg von Anna Magdalena blieb allerdings erhalten und befindet sich heute im Historischen Museum Hanau.